# Massachusetts Historical Society
Die Massachusetts Historical Society (MHS) ist der älteste Geschichtsverein der Vereinigten Staaten und hat ihren Sitz in Boston im Bundesstaat Massachusetts. Das Gebäude der Society ist seit den 1960er Jahren als National Historic Landmark in das National Register of Historic Places eingetragen.

## Geschichte und historische Bedeutung
Die 1791 gegründete Massachusetts Historical Society verfolgt schwerpunktmäßig das Ziel, historisches Material – insbesondere Manuskripte – zu sammeln, zu konservieren und zu veröffentlichen. Heute gehören zu ihrer Sammlung historisch wertvolle Dokumente, Zeichnungen, Gemälde und Museumsstücke, die von Paul Reveres Tafelsilber bis zu den Epauletten reichen, die George Washington in Yorktown trug. Der Gesamtwert der Sammlung wird auf mehrere Millionen US-Dollar geschätzt.
Die Gründung der MHS geht im Wesentlichen auf Reverend Jeremy Belknap zurück, der in den 1780er Jahren an einem Buch über die Geschichte New Hampshires arbeitete. Dies führte ihn zur Überzeugung, dass Aufzeichnungen aufbewahrt werden müssen, um sie der Nachwelt zu erhalten. Am 26. August 1790 traf er sich mit einigen Freunden, um über die Gründung eines entsprechend aufgestellten Geschichtsvereins zu sprechen. Am 24. Januar 1791 wurde die Gesellschaft als „Historical Society“ gegründet und bei ihrer Registereintragung 1794 in „Massachusetts Historical Society“ umbenannt.
Belknap hatte bereits vor der Gründung der MHS damit begonnen, Manuskripte und Aufzeichnungen zu sammeln. Er überzeugte Paul Revere, seinen Mitternachtsritt schriftlich zu dokumentieren, kaufte von Jonathan Trumbull gesammelte Manuskripte und erwarb ausgewählte Bücher und Manuskripte von John Hancock. Belknap wollte auch den Nachlass von Samuel Adams erwerben, starb jedoch bereits vor ihm. Trotzdem bildete Belknaps Sammlung eine solide Basis für die Arbeit der MHS. Bereits 1792 begann die MHS damit, ihre Sammlung der Öffentlichkeit zu präsentieren.

## Sammlungen
In der Sammlung der Massachusetts Historical Society befinden sich unter anderem:
- Aufzeichnungen der Familie des zweiten Präsidenten der USA John Adams mit Materialien von und über Abigail Adams, Charles Francis Adams, Sr., John Quincy Adams, Louisa Catherine Johnson Adams, Charles Francis Adams, Jr. und Henry Adams, darunter die handgeschriebene Kopie der Unabhängigkeitserklärung der Vereinigten Staaten von John Adams
- Materialien von und über Thomas Jefferson, darunter seine Kopie der Unabhängigkeitserklärung sowie die Coolidge Collection, die mehrere tausend Seiten mit seiner Korrespondenz enthält, Aufzeichnungen aus seiner Residenz in Monticello, Virginia und über 400 architektonische Zeichnungen.
- Rund 12.000 Biografien und mehr als 10.000 Dokumente zur lokalen Geschichte, darunter John Dunlaps Erstdruck der Unabhängigkeitserklärung vom 4./5. Juli 1776. Ebenso erhalten sind Schriftstücke von John Winthrop zur Besiedlung Neuenglands sowie Aufzeichnungen über Verhandlungen mit Französisch-Kanada von Francis Parkman.
- Gemälde und Kunstgegenstände von John Singleton Copley, Sarah Goodridge, Chester Harding, Alonzo Hartwell, Samuel Stillman Osgood, John Smibert, Thomas Ball, Richard Saltonstall Greenough, Henry Dexter und Hiram Powers.

Seit 1999 erscheint das Magazin Massachusetts Historical Review.

## Architektur
Das dreistöckige Gebäude wurde 1899 von Edmund M. Wheelwright für die MHS an der Kreuzung Boylston Street / Fenway in Boston im Stil des Georgian Revival errichtet. Ganz in der Nähe befinden sich die Back Bay Fens. Es ist das insgesamt siebte und bis heute letzte Gebäude, in dem die MHS ihren Sitz hat.

### Außenbereiche
Das erste Geschoss des Gebäudes besteht aus Granit-Werkstein, während die oberen Etagen aus gelben Mauerziegeln mit Elementen aus Granit errichtet wurden. Die äußeren Joche sind auf der Vorderseite nach außen gewölbt. Der einstöckige Eingang ist mittig platziert, darüber befindet sich ein Balkon mit Eisengeländer. Im zweiten Obergeschoss gibt es ebenfalls einen Balkon, der jedoch über eine Balustrade aus Granit verfügt. Die Türen zu den Balkonen sind mit Ecksteinen eingerahmt und werden von einem Bogen mit Kämpfern und einem Schlussstein überspannt.
Die Dachlinie wird von einem mit Rosetten und Zahnschnitt verzierten Gesims markiert. Oberhalb davon verläuft ein Geländer, das abwechselnd aus Balustraden und massiven Teilstücken besteht. Weitere dekorative Elemente sind kannelierte Pilaster Ionischer Ordnung, unterschiedliche Fensterverzierungen, florale Feston-Elemente und ebenfalls mit floralen Motiven verzierte Eisenbalkone an den Fenstern im ersten Obergeschoss.

### Innenbereiche
Im Inneren wird das äußere Erscheinungsbild fortgeführt. Die Decke der größtenteils aus Marmor bestehenden Eingangshalle ist gewölbt und wird von Säulen Dorischer Ordnung gestützt. Die ebenfalls aus Marmor bestehende Haupttreppe verfügt über ein Eisengeländer und führt an der Südseite des Gebäudes in die oberen Etagen. Im Erdgeschoss befinden sich Leseräume und Büros, während der erste und zweite Stock von Ausstellungsräumen dominiert wird. Zusätzlich gibt es dort Bibliotheks- und Arbeitsräume, die sich bis in den zweiten Stock und in einen rückwärtigen Anbau fortsetzen, der 1971 errichtet wurde.